# Euepicrius brevicruris
Euepicrius brevicruris är en spindeldjursart som beskrevs av Wolfgang Karg 1993. Euepicrius brevicruris ingår i släktet Euepicrius och familjen Ologamasidae. Inga underarter finns listade i Catalogue of Life.